# EYBL
EYBL Automotive este o companie producătoare de componente auto din Austria.
Compania produce tapiserii și interioare pentru automobile și avea, la finalul anului 2008, mai mult de 4.000 de oameni în fabricile din Austria, Germania, Ungaria, România și Slovacia.

## EYBL în România
Compania a intrat pe piața locală în 1999, printr-o investiție greenfield în valoare de 10 milioane euro în prima fabrică, cea de tapiserii textile.
În prezent deține două fabrici, la Deta, județul Timiș, una specializată în producția de tapițerii din piele și stofă pentru Renault și Peugeot, iar cealaltă în îmbrăcarea în piele a volanelor pentru Mercedes, VW și Toyota.
Număr de angajați în 2009: 1.750
Cifra de afaceri în 2006: 16 milioane euro